# Tournedos Rossini

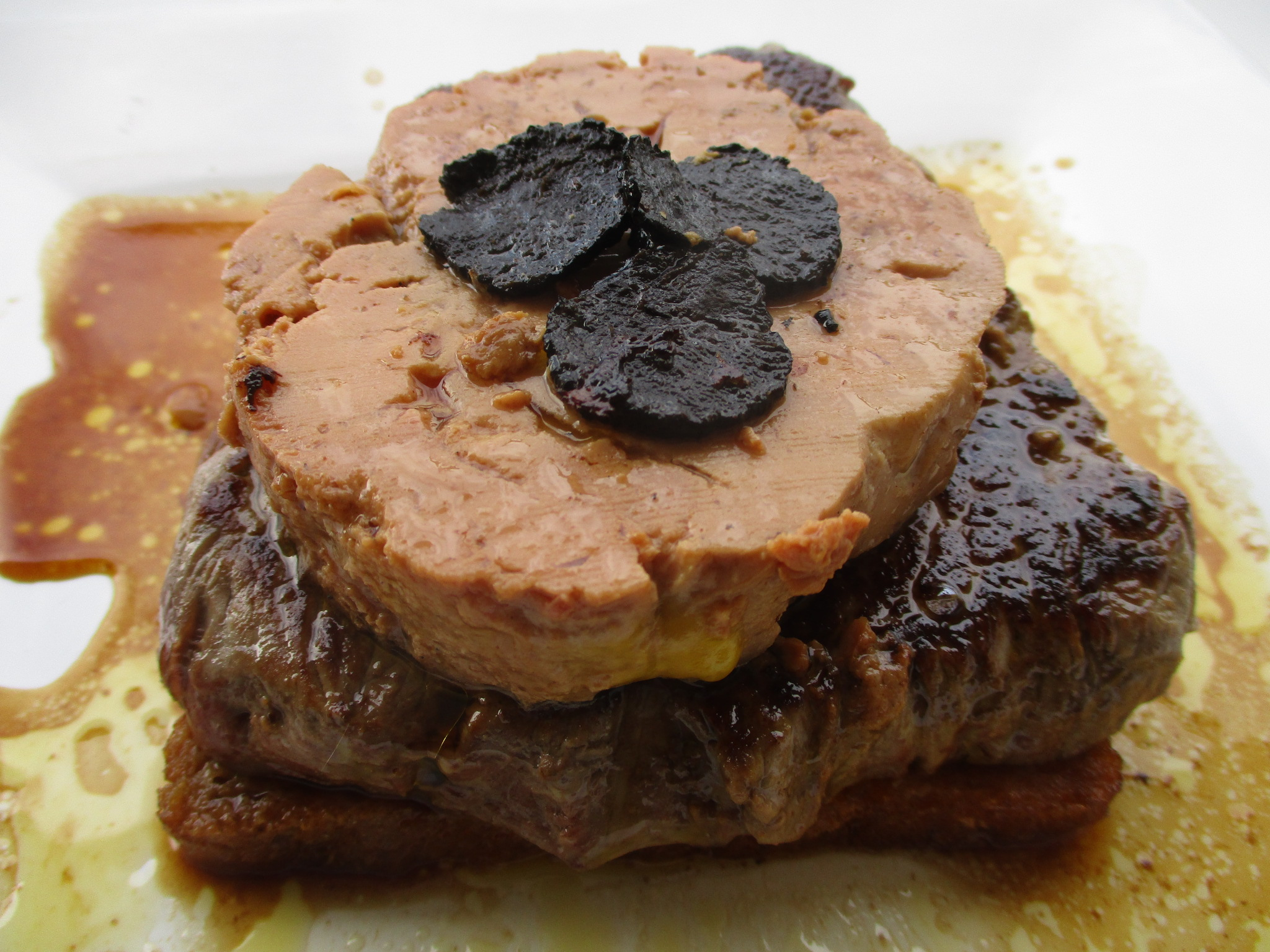
Tournedos Rossini mit Gänsestopfleber und Trüffelscheiben

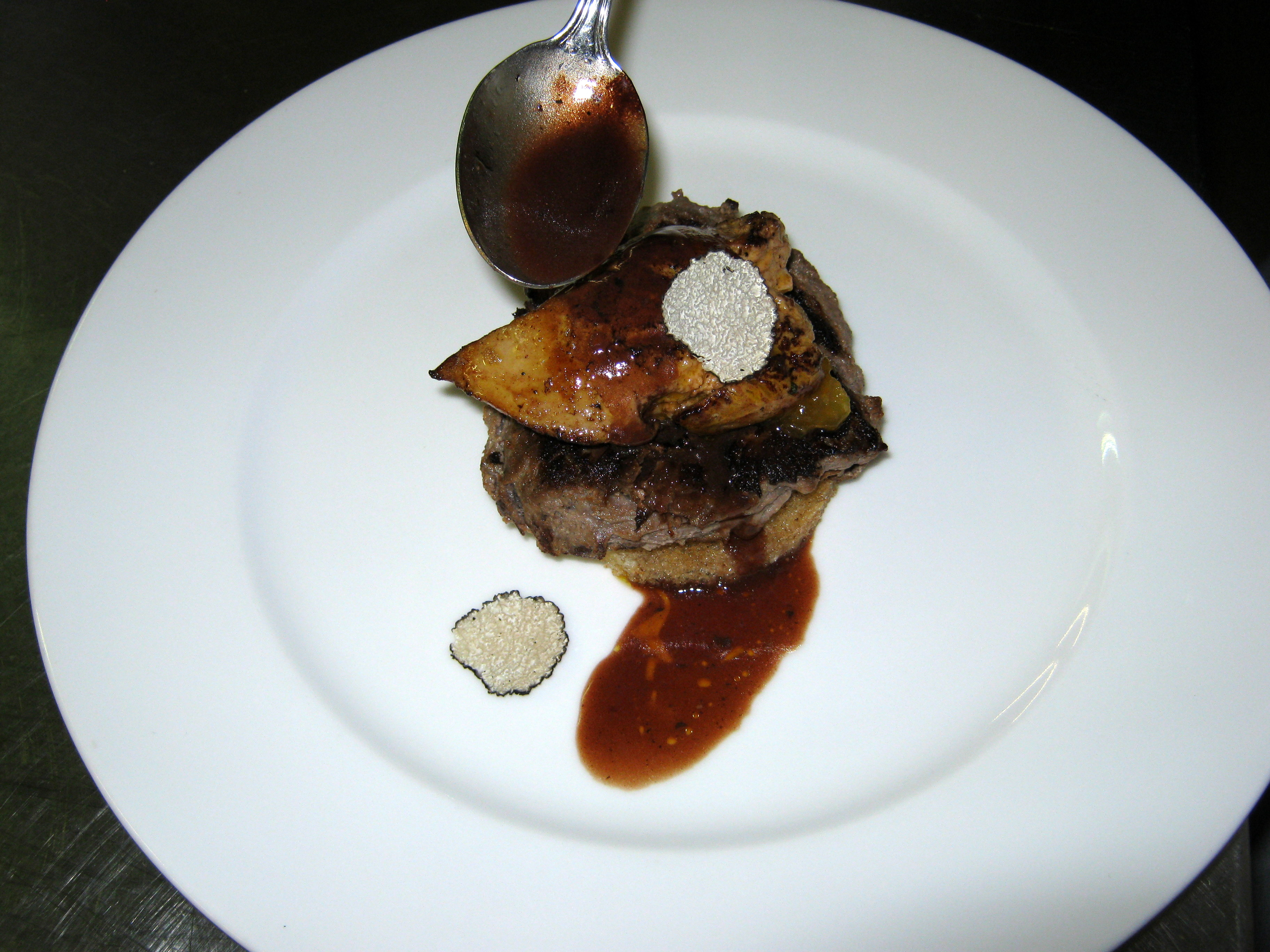
Tournedos Rossini mit Gänsestopfleber, schwarzen Trüffel-Scheiben und Madeira-Sauce

Tournedos Rossini bezeichnet eine klassische Garnitur beziehungsweise Zubereitungsart eines Filet-Steaks.
Die kleinen Rinderfiletschnitten werden hierbei einzeln gebraten, mit einer großzügigen Scheibe gebratener Gänsestopfleber belegt und mit gehobelten schwarzen Trüffeln bestreut. Vollendet wird das Gericht mit einer Madeirasauce oder Albufera-Sauce. 
Tournedos Rossini wurde vom Küchenchef des Pariser Restaurants Maison dorée, Casimir Moisson, kreiert und ist nach dem Komponisten Gioachino Rossini benannt.